# Huyết cầu kế

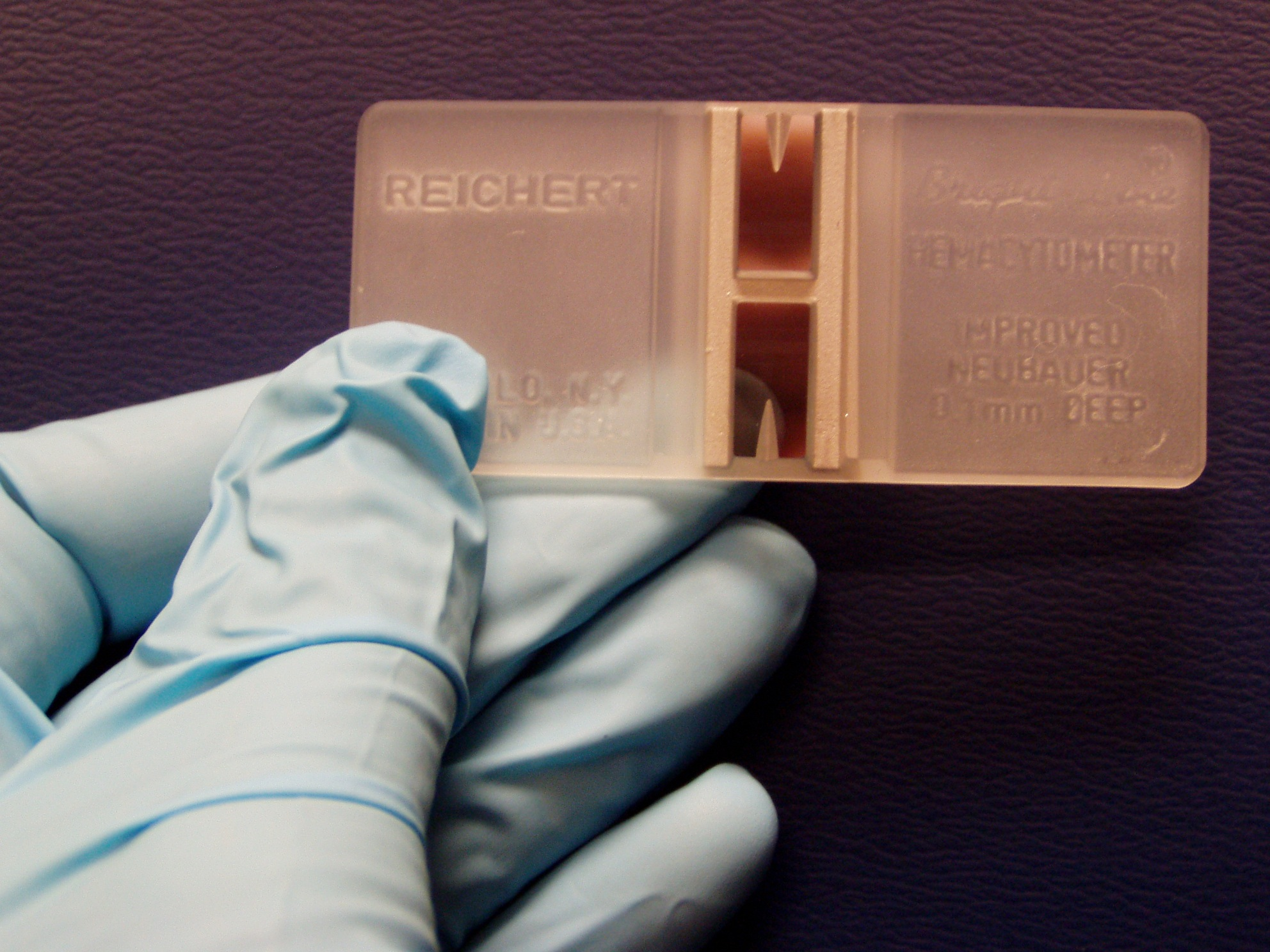
Huyết cầu kế. Hai hình chữ nhật phản chiếu là buồng đếm.

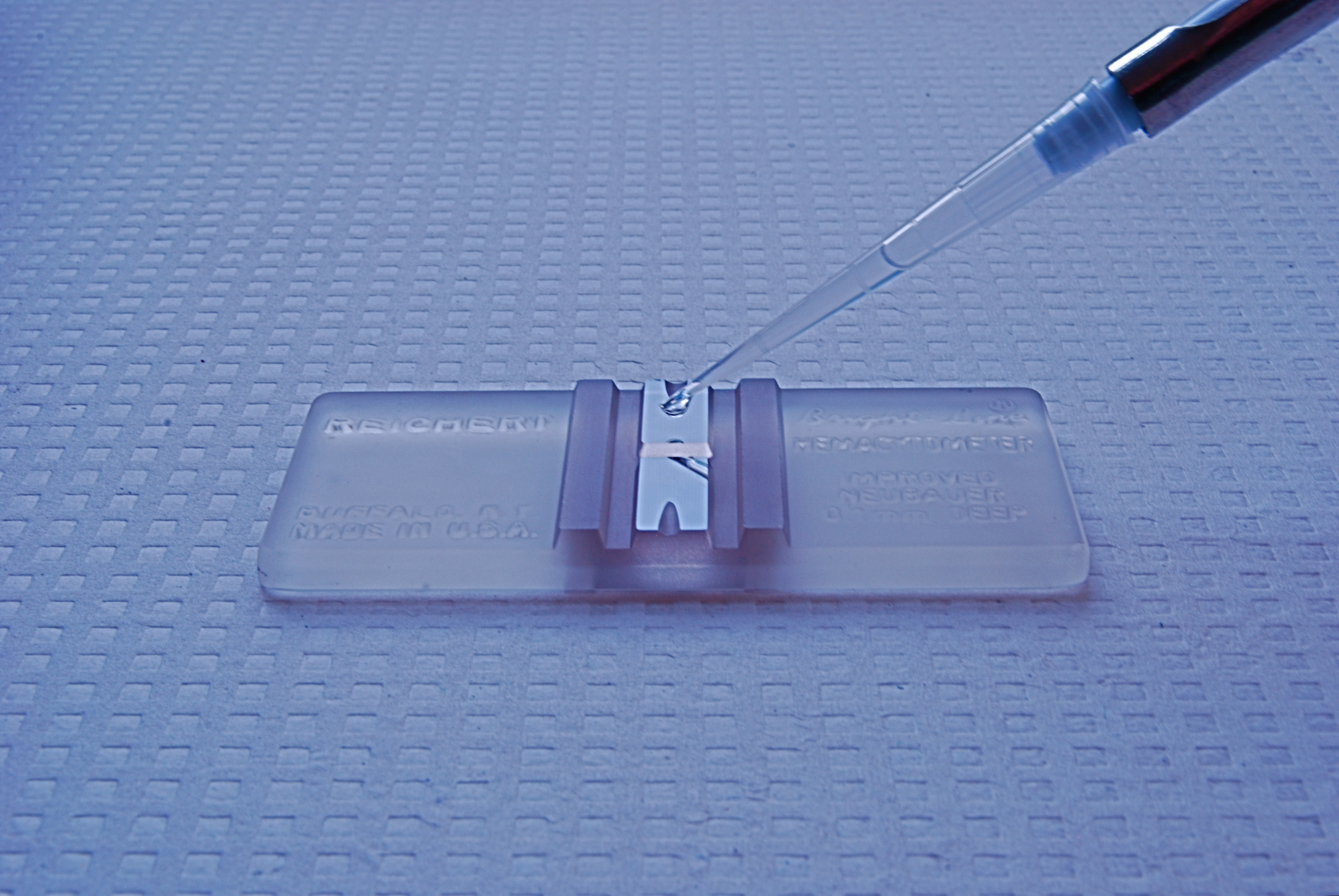
Nhỏ mẫu vào buồng đếm.

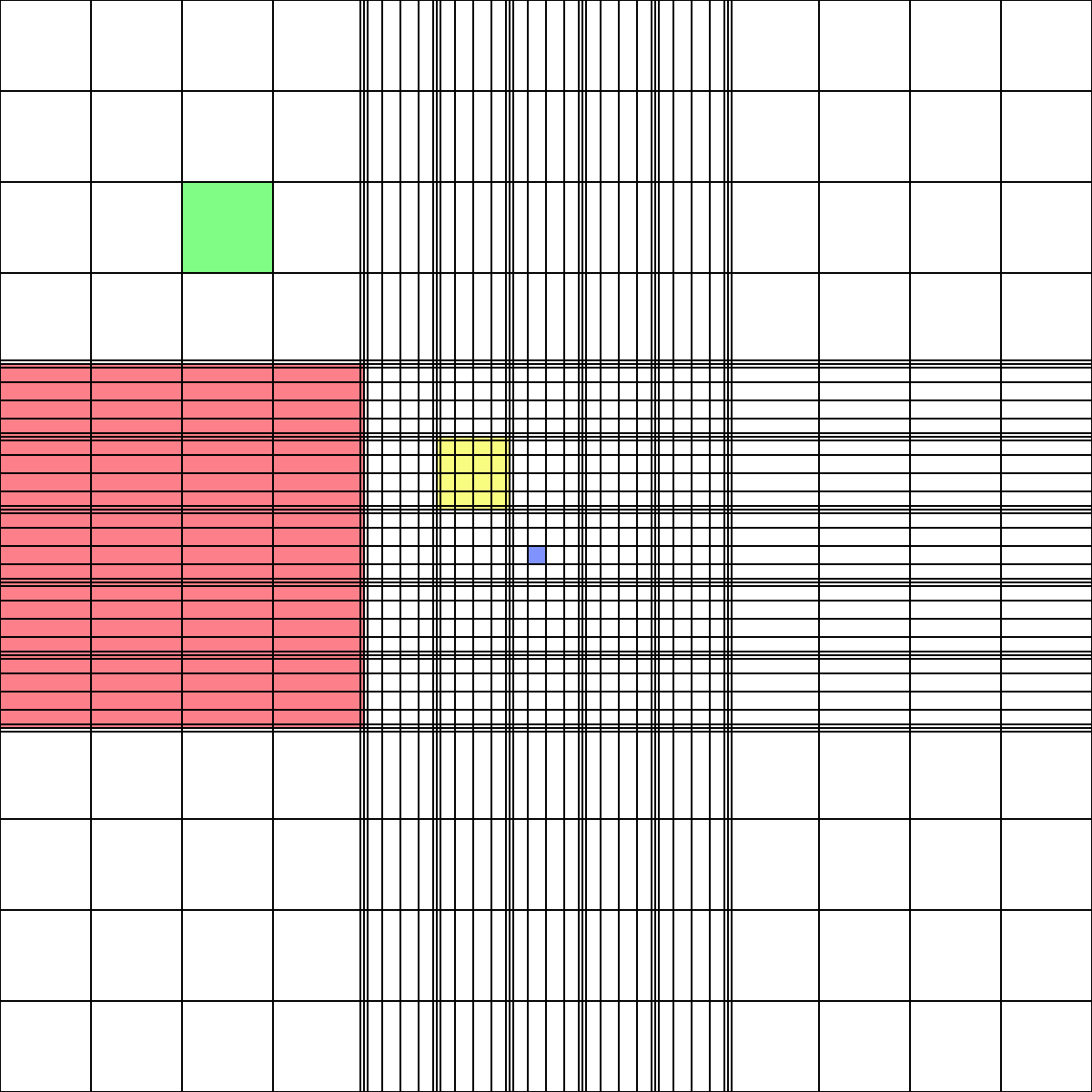
Khung lưới buồng đếm.

Huyết cầu kế (tiếng Anh: Hemocytometer) là một thiết bị buồng đếm được thiết kế và thường sử dụng để đếm tế bào máu.
Huyết cầu kế do Louis-Charles Malassez phát minh và gồm một lam kính dày với một hình chữ nhật lõm tạo thành một buồng. Buồng này được chia lưới ô vuông bằng khắc laser. Thiết bị được chế tạo chính xác, có thể xác định được diện tích từng ô vuông và độ sâu của buồng. Bằng việc quan sát một ô của lưới, từ đó có thể đếm được số lượng tế bào hoặc hạt trong một thể tích chất lỏng cụ thể, và do đó tính được nồng độ tế bào trong chất lỏng tổng quát. Một loại huyết cầu tố được sử dụng nhiều là buồng đếm Neubauer.

## Nguyên lý
Khu vực chia lưới của huyết cầu tố bao gồm chín hình vuông 1 x 1 mm (1 mm2). Những hình vuông này lại được chia nhỏ ra theo ba kích thước; 0.25 x 0.25 mm (0.0625 mm2), 0.25 x 0.20 mm (0.05 mm2) và 0.20 x 0.20 mm (0.04 mm2). Hình vuông trung tâm được tiếp tục chia tỏ ra thành những hình vuông 0.05 x 0.05 mm (0.0025 mm2). Các cạnh của ô có gờ, giữ cho phiến kính (lamen) cách lam kính 1 khoảng 0.1 mm tạo cho mỗi hình vuông một thể tích xác định (xem hình bên phải).
| Kích thước     | Diện tích  | Thể tích với chiều sâu 0.1 mm |
| -------------- | ---------- | ----------------------------- |
| 1 x 1 mm       | 1 mm2      | 100 nL                        |
| 0.25 x 0.25 mm | 0.0625 mm2 | 6.25 nL                       |
| 0.25 x 0.20 mm | 0.05 mm2   | 5 nL                          |
| 0.20 x 0.20 mm | 0.04 mm2   | 4 nL                          |
| 0.05 x 0.05 mm | 0.0025 mm2 | 0.25 nL                       |

## Sử dụng
Để sử dụng huyết cầu kế, đầu tiên phải chắc chắn rằng phiến kính đã được đặt đúng vị trí trên buồng đếm. Khi hai mặt kính tiếp xúc đúng cách, có thể quan sát thấy những vòng Newton. Nếu vậy, dung dịch tế bào (huyền phù) được nhỏ vào cạnh của phiến kính để được hút vào và lấp đầy buồng đếm nhờ hiện tượng mao dẫn. Số lượng tế bào trong buồng có thể được xác định bằng cách sử dụng kính hiển vi để đếm trực tiếp. Số tế bào trong buồng được dùng để tính nồng độ hay mật độ của tế bào trong hỗn hợp ban đầu của mẫu. Đó là số tế bào trong buồng chia cho thể tích của buồng đã được xác định từ đầu:
{\displaystyle {\mbox{nồng độ tế bào trong hỗn hợp gốc}}=\left({\frac {\mbox{số tế bào đếm được}}{({\mbox{tỷ lệ buồng đếm}})({\mbox{thể tích các hình vuông được đếm}})}}\right)\left({\frac {\mbox{thể tích mẫu pha loãng}}{\mbox{thể tích hỗn hợp gốc trong mẫu}}}\right)} 
{\displaystyle {\mbox{tế bào/mL}}=\left({\frac {({\mbox{số tế bào đếm được}})({\mbox{hệ số pha loãng}})}{({\mbox{số lượng ô vuông lớn được đếm}})({\mbox{thể tích của một ô vuông lớn}})}}\right)\times 10000}